# Anus (taal)
Het Anus (spreek uit: Anoes) of Korur (spreek uit Koroer) is een Austronesische taal die wordt gesproken in Papoea, het Indonesische deel van het eiland Nieuw-Guinea. Het Anus dient niet te worden verward met het Anu, een taal die in Myanmar wordt gesproken, en tot een geheel andere taalfamilie behoort.

## Classificatie
De taal maakt deel uit van de Austronesische taalfamilie, en valt te plaatsen in de volgende vertakking:
- Austronesische talen
  - Malayo-Polynesische talen
    - Centraal-Oostelijke talen
      - Oost-Malayo-Polynesische talen
        - Oceanische talen
          - West-Oceanische talen
            - Noord-Nieuw-Guinese talen
              - Sarmi-Jayapurabaai-talen
                - Sarmitalen
                  - Anus

## Geografische en sociale gegevens
De taal komt voor op een eilandje ten noorden van Nieuw-Guinea, in de gemeente Bonggo. De taal is goeddeels verdrongen, en wordt nog door enkele tientallen mensen beheerst (70 om precies te zijn), en hooguit in gezinsverband gebezigd. Slechts enkele kinderen beheersen het Anus.
Niet alle leden van de etnische groepering waartoe deze sprekers behoren, beheersen het Anus; 40-60% van die groep doet dat nog wel.

## Dialecten
Het Anus kent twee dialecten:
- Koroernoes
- Kwalmaluwapo